# Le Pecq
Le Pecq je francouzská obec v departementu Yvelines v regionu Île-de-France.

## Poloha
Le Pecq leží na řece Seině, 19 km západně od Paříže. Sousedními obcemi jsou na severu Mesnil-le-Roi, na severovýchodě Montesson, na východě Le Vésinet, na jihovýchodě Croissy-sur-Seine, na jihu Port-Marly a Marly-le-Roi, na jihozápadě Mareil-Marly a na západě Saint-Germain-en-Laye.

## Historie
První písemná zmínka o obci se nachází v listině franského krále Childeberta III. z roku 704 v souvislosti s pěstováním révy vinné.
V roce 1595 nařídil král Jindřich IV. obyvatelům obce přenechat několik akrů pole pro založení zahrad nového královského zámku. Za to byli obyvatelé osvobozeni od různých daní a poplatků, Toto privilegium si udrželi až do Velké francouzské revoluce.
V roce 1837 byla otevřena první železniční trať z Paříže, která vedla do Le Pecq.

## Pamětihodnosti
- Farní kostel sv. Vandregisila pochází z roku 1739, kdy nahradil starší stavbu.
- Kostel sv. Teobalda byl postaven v roce 1964 z betonu a ze dřeva.
- Železniční viadukt z konce 19. století.
- Château de Monte-Cristo z let 1844-1847 si nechal postavit Alexandre Dumas.

## Rodáci
- Jacques Tati (1907-1982)

## Partnerská města
- Aranjuez, Španělsko
- Hennef, Německo
- Barnes, Spojené království